# 29 Brygada Pancerna (Bundeswehra)
29 Brygada Pancerna (niem. Panzerbrigade 29) – pancerny związek taktyczny Bundeswehry.
W okresie zimnej wojny Brygada wchodziła w skład 10 Dywizji Pancernej i przewidziana była do działań w pasie Centralnej Grupy Armii.

## Struktura organizacyjna
| Organizacja PzBrig 29 w 1989 | Organizacja PzBrig 29 w 1989        | Organizacja PzBrig 29 w 1989 |
| Godło                        | Pododdział                          | Miejsce stacjonowania        |
| ---------------------------- | ----------------------------------- | ---------------------------- |
|                              | dowództwo brygady                   | Sigmaringen                  |
|                              | 291 batalion pancerny               | Stetten am kalten Markt      |
|                              | 292 batalion grenadierów pancernych | Immendingen                  |
|                              | 293 batalion pancerny               | Stetten am kalten Markt      |
|                              | 294 batalion pancerny               | Stetten am kalten Markt      |
|                              | 295 batalion artylerii              | Immendingen                  |